# 硫镁矿
硫镁矿（英語：Niningerite）是一种镁铁锰硫化物矿物，化学式为MgS，存在于顽火辉石球粒陨石中。硫镁矿是以镁为主的keilite的类似物。这种矿物以Harvey H. Nineninger的名字命名。